# Мансі
Ма́нсі, раніше ю́гра (у́гри) — народ угорської гілки угро-фінської сім'ї народів. Раніше об'єднувався зі спорідненим народом хантами під загальною назвою обські угри чи югра.

Мансійська мова належить до фіно-угорської групи Уральської мовної сім'ї
Народ мансі проживає майже винятково у Російській Федерації. Загальна чисельність на 1926 рік 5.700 осіб, на 1979 рік — 7,6 тис. осіб, за переписом 2010 року — 12 269 осіб.
Згідно перепису населення рф 2010 року, лише 6,22% серед етнічних мансі в ХМАО вільно володіють мансійською мовою.

## Історія
Розселений народ мансі у невеликих поселеннях переважно на схилах Північного Уралу та по лівих притоках річок Обі та Іртиша. У басейні Обі живуть головним чином по лівих її притоках — Конді, Північній Сосьві і поблизу м. Березова у Ханти-Мансійському автономному окрузі Тюменської області та у невеликому числі у Свердловській області.
За релігією від початку 17 століття вважались православними, але зберігали у своєму середовищі різні дохристиянскі вірування (серед іншого родовий культ, шаманізм).
Народ мансі, як етнічна спільнота, сформувався, ймовірно, у 1-му тисячолітті по Р. Х. внаслідок злиття давніх племен мисливців та рибалок, що жили у тайзі Зауралля, з уграми, що надійшли сюди з півдня. У письмових джерелах відомий від 11 століття під ім'ям «югри» (разом із хантами), а від 14 століття — як «вогуличі», або ж «вогули», що означає «дикі».
Двухкомпонентність (поєднання культур тайгових мисливців і рибалок та степових кочівників-скотарів) в культурі народу зберігається й нині. Спочатку мансі жили на Уралі і його західних схилах, але комі і росіяни в XI–XIV століттях витіснили їх в Зауралля. Найбільш ранні контакти з росіянами, в першу чергу з новгородцями, відносяться до XI століття.
У XV ст. утворили низку власних держав Пелим на чолі з князем Асиком (1465–1483), Ляпин, Конда. Його нащадки володарювали до XVII ст. Останнім відомим незалежним князем був Лугуй.
З приєднанням Сибіру до Російської держави наприкінці XVI століття російська колонізація посилилася, і вже наприкінці XVII століття чисельність росіян перевищила чисельність корінного населення. Мансі поступово витіснялися на північ і схід, частково асимілювалися, в XVIII столітті були звернені у християнство. На етнічне формування мансі вплинули різні народи. У Чаньвенський (Вогульського) печері, розташованій поблизу селища Всеволодо-Вильва в Пермському краї були виявлені сліди перебування вогулів. На думку краєзнавців, печера була капищем (язичницьким святилищем) мансі, де проводилися ритуальні обряди. У печері були знайдені ведмежі черепи із слідами ударів кам'яних сокир і списів, черепки керамічних посудин, кістяні та залізні наконечники стріл, бронзові бляшки пермського звіриного стилю із зображенням людини-лося, що стоїть на ящера, срібні та бронзові прикраси.

## Генетика
По інформації В. Н. Харкова, у мансі та хантів переважає Y-хромосомна гаплогруппа N1b - 57%, на другому місці стоїть гаплогрупа Q1a3 - 21%. За ним гаплогрупи R1a - 14% та N1c1 - 7,1%, R1b - 0,9%

## Культура
Традиційний господарський комплекс мансі включав полювання, рибальство і оленярство. На Обі й у низовинах Північної Сосьви рибальство переважало. У верхів'ях річок основним джерелом існування було полювання. Оленярство, запозичене мансі у ненців, одержало широке поширення порівняно пізно. Одним з основних елементів власного життєзабезпечення було полювання на оленя і лося. Найбільш характерним способом полювання на копитних був заганяючи промисел, використовувалися також самостріли і ловчі ями. Істотне значення мала полювання на борова і водоплавну птицю. Водоплавну птицю добували спеціальними мережами, натягуючи між високими деревами тканину. Полювання на хутрового звіра також має у Мансі давню традицію. Рибу мансі добували цілий рік. Найбільш поширений спосіб видобутку — запірний промисел, в тому числі взимку. Оленярство було основним заняттям у дуже невеликої частини мансі, головним чином у верхів'ях річок Лозьви, Північної Сосьви і Ляпіна, де були сприятливі умови для утримання великих стад. В цілому ж кількість оленів у Мансі було невелике, їх використовували в основному в транспортних цілях.
Житло і споруди.
Традиційним житлом в давній період у Мансі була напівземлянках з різними варіантами кріплення покрівлі. Пізніше основним постійним зимовим, а іноді і літнім житлом більшості мансі став зрубний будинок з нетовстих колод або товстих плах з двосхилим дахом. Будувався такий будинок без стелі, з дуже пологим двосхилим дахом, покритим по дерев'яним планкам смугами виділеної берести, зшитою у великі полотнища. Поверх берести клали ряд тонких жердин — накатник; висота зрубу дорівнювала 2 — 3 метри, довжина 5 — 9 метра і ширина 4 — 5 метрів. Дах по фасаду трохи видавалася вперед, утворюючи сіни. Двері орієнтували на південь. В одній або обох бічних стінках будинку робили вікна. Перш взимку у вікна вставляли крижини (замість скла), влітку віконні отвори затягували риб'ячим міхуром. Вхід у житло влаштовувався зазвичай під фронтоном стіні і був звернений до півночі Мансі-оленярі жили в чумі самодійського типу. У таких же чумах, критих берестою, жили влітку в низов'ях Обі мансі-рибалки. На полюванні, на швидку руку, влаштовували тимчасові житла — заслони або курені з жердин. Робили їх з гілок і кори, прагнучи лише отримати притулок від снігу і дощу.
Для проведення свят мансі будували громадські будівлі, які відрізнялися від житлових лише розмірами. Для зберігання продуктів і речей будували комірки — «хатинки на курячих ніжках». Як опору використовували стовбури дерев. Крона і частина стовбура обрубують, залишався пень висотою в зріст людини. Хоча комірку міг бути влаштований і на одній опорі, намагалися знайти кілька (три-чотири) ростуть поруч дерев, щоб споруда була міцніша. Настил робили їх колотих плах, з них же робили і комірка. На землі поруч лежала драбина-колода з карбами. Комору робили для зберігання речей і продуктів від негоди і звіра. Від людей нічого не ховали — злодійство було рідкісним явищем.
Одяг та взуття. Традиційний жіночий одяг мансі — сукня на кокетці, бавовняний або суконний халат, взимку — подвійна хутряна шуба Сахи. Одяг багато орнаментований бісером, нашивками з кольорової матерії і різнобарвним хутром. Головним убором служила велика хустка з широкою каймою і бахромою, складена нерівним трикутником по діагоналі. Чоловіки носили сорочки, за покроєм схожі на жіночі сукні, штани, пояси, до яких підвішувалися мисливські спорядження. Верхній чоловічий одяг — гусак, глухого крою, з сукна або оленячих шкур з відлогою. Головним засобом пересування взимку були лижі Еса, підбиті камусом або шкурою лошати.
Для транспортування вантажу користувалися ручними прямокопильними нартами. У разі необхідності їх допомагали тягти собаки. У оленярів були оленячі упряжки з вантажними та легковими нартами. В літній період основним транспортним засобом служив човен.
Їжа.
Мансійська кухня. Традиційна їжа — риба і м'ясо. Рибу вживали різних видів. Північними мансі особливо цінувалася Сосьвінскім оселедець. Суттєвим доповненням до рибних і м'ясних страв були ягоди: чорниця, журавлина, брусниця, черемха, смородина.
Виховання дітей.
Після народження дитина отримувала дві постійні колиски — нічну і денну. Перша — це берестяна коробка із закругленими кутами, зав'язками над тільцем і дугою над головою — для накидання покривала. Денні колиски — двох типів: дерев'яна з спинкою і берестяна зі спинкою, прикрашена візерунками. На спинку під голівку дитини прикріплювали м'яку шкірку. Усередині колиски на берестяну підстилку викладали мох, луб. Вони добре вбирали вологу і надавали дитині приємний запах. При намоканні їх прибирали, але складали тільки в певних місцях. Не можна, наприклад, вважалося, класти їх під зростаюче дерево, інакше дитина буде гойдатися від вітру. До колиски було особливе ставлення: щасливу берегли і передавали з покоління в покоління, а ту, в якій діти помирали, несли подалі в ліс. На берестяну колиска поряд з іншими візерунками наносили зображення глухаря — хранителя сну. Якщо дитину залишали вдома одну, то в колиску для охорони від злих духів клали символ вогню — ніж або сірники. Іграшками служили в основному мініатюрні копії речового набору дорослих: у дівчаток — подушка для голок, коробочка зі швейними приладдям, люлечки, у хлопчиків — човник, лук зі стрілами, фігурки оленів. Дитячі ляльки мали одну особливість — у них не було очей, носа, рота. Фігурки з рисами обличчя — вважалися зображенням духу, що вимагав турботи і почестей, а якщо не отримував, то міг принести власникові шкоду. Тому старі несхвально ставилися до куплених ляльок. Ігри дітей нерідко були уроками праці.

Основні заняття: рибальство, мисливство, частково оленярство, а також землеробство, скотарство, хутрове звіроводство. Частина народу працює у промисловості.